# جون ووكر ليند
جون فيليب ووكر ليند (بالإنجليزية: John Walker Lindh) (ولد في 9 فبراير 1981) هو مواطن أمريكي تم القبض عليه كعدو أثناء الغزو الأمريكي لأفغانستان عام 2001
يقضي عقوبة سجن 20 عامًا بسبب اشتراكه في جيش طالبان بأفغانستان. تم القبض عليه في معركة قلعة جي اي نجي (جانجي) وهي عبارة عن قلعة تمت بنائها أيام الاحتلال السوفيتي لأفغانستان وقد تم استخدامه من قبل قوات أحمد شاه مسعود إبان معاركها مع حركة طالبان وتم القبض علي جون ووكر وحبسه فيها وهي نفس المكان الذي قتل فيه ضابط المخابرات الأمريكي جوني (ميك) سبان.
جون ووكر قد تم تدريبه في معسكر الفاروق التابع لتنظيم القاعدة ويقع في أفعانستان وهناك حضر محاضرة للشيخ أسامة بن لادن قبل هجمات 11 سبتمبر 2001. وقبل ذلك كان قد تلقى تدريبًا مع حركة المجاهدين والتي تم تأسيسها في باكستان. تم تسمية جون ووكر باسم سليمان الفارس أثناء وجوده بأفغانستان ولكنه الآن اختار اسم سليمان الأيرلندي. في تقارير سابقة بعد القبض عليه تم معرفته في الإعلام باسم «جون ووكر».

## شبابه وتحولاته وسفره
ليندا ولد في العاصمة واشنطن لأبوين هما مارلين وفرانك. ولقد تم تعميد جون علي الكاثوليكية الرومانية ولكنه لم يرب عليها وقد ترعرع في سيلفر سبرنج بولاية ماريلاند أميركا. عندما بلغ العاشرة انتقلت عائلته إلى سان انسلمو بولاية كاليفورنيا. وقد عاني ليندا من مشاكل بالأمعاء في طفولته. في عمر الرابعة عشر من عمره تحسنت صحته والتحق بمدرسة رد وود الثانوية كمبتدئ. بعد ذلك انتقل الي مدرسة تاميسكال الثانوية في حي اتحاد تاملابس وهي مدرسة مختلفة تقدم مناهج دراسية فردية وذاتية وهناك درس حضارة العالم مشتملة علي الإسلام والشرق الأوسط.
بعد ذلك ترك المدرسة وحصل علي شهادة دبلوم مساوية للثانوية باجتيازه اختبار أداء ثانوية كاليفورنيا في عمر السادسة عشر.
وكمراهق شارك ليندا في غرف دردشة IRC وأصبح من المعجبين بموسيقي الهيب هوب ودخل في نقاشات مجموعات أخبارية وتظاهر فيها أحيانا بأنه أميركي من أصل أفريقي. وقد تأثر بفيلم مالكوم إكس وحرّك اهتمامه بالإسلام. وعلي الرغم من أن أبويه لم يتم الطلاق بينهم رسميا حتي 1999 لكن زواجهم كان يمر بمشاكل في فترة نضوج ليندا.
في عام 1997 تحول جون ووكر ليندا للإسلام رسميا وبدأ بالاعتياد علي المساجد في ميل فالي. في عام 1998 سافر إلى اليمن ومضي بها 10 شهور ليتعلم اللغة العربية لغة القرآن الكريم لكي يستطيع قراءة القرآن الكريم. وقد عاد إلى الولايات المتحدة الأميركية عام 1999 ليمضي مع عائلته حوالي ثمانية أشهر قبل أن يعود ثانية لليمن في فبراير 2000 ومن ثم منها إلى باكستان ليدرس، وبينما كان بالخارج أرسل العديد من الإيميلات إلى عائلته.
قرر ليندا السفر إلى أفعانستان ليقاتل إلى جوار حكومة طالبان ضد قوات تحالف الشمال الأفغاني. سافر إلى أفعانستان في مايو 2001، وعلي عكس التقارير بعد القبض عليه انه سافر إلى أفعانستان ليقتل الأميركان بعد 9/11. فالجنود الأميركيين لم يكن موجودين بأفغانستان في وقت انضمامه لقوات طالبان مما يجعل الادعاء بالتحريض علي قتل الأميركان مشكوك فيه.
بعد انضمام قوات الولايات المتحدة الأميركية بجوار تحالف قوات الشمال اختار البقاء ومواصلة القتال ضد تحالف قوات الشمال والقوات الأميركية المتحالفة معهم.